# Atthis heloisa
Atthis heloisa е вид птица от семейство Колиброви (Trochilidae).

## Разпространение
Видът е разпространен в Мексико и САЩ.